# Азартні ігри в Естонії
Азартні ігри в Естонії з'явились відносно нещодавно. Поки Естонія була окупована СРСР, всі види азартних ігор тут було заборонено. Незважаючи на заборону, в країні діяли нелегальні казино, натомість реальна історія азартних ігор почалася в 1994—1995 роках, коли було ухвалено перший Закон про лотереї (1994) і Закон про азартні ігри (1995). Більшість казино країни розташовано в столиці — Таллінні.
2008 року в місті був 91 гральний центр, а 2010-го — 33. Причинами такого зменшення була економічна криза та прийняття нового закону про азартні ігри 2008 року. Законний вік для гри в казино становить 21 рік.

## Історія
Останній закон про азартні ігри було прийнято 2008 року, він набув чинності на початку 2009-го. Основна перевага закону полягала в тому, що він забезпечував правову основу для регулювання галузі інтернет-казино. Закон регулює всю галузь грального бізнесу в сучасній Естонії. До того, як цей акт набув чинності, було використано два основні законодавчі акти — Закон про азартні ігри 1995 року та Закон про лотереї 1994 року. Ці два акти дуже скоро виявилися застарілими через швидкий розвиток технологій у галузі грального бізнесу. Зокрема, онлайн-казино довгий час залишалися нерегульованими.
Закон про азартні ігри 1995 року запровадив 4 типи азартних ігор, а саме: ігри на випадковість, ігри на майстерність, тоталізатори та ставки. Відповідно до цього Закону, щоб мати можливість пропонувати послуги з азартних ігор, оператори повинні були отримати ліцензію та дозвіл на експлуатацію. Індивідуальні ліцензії повинні були бути отримані для всіх видів азартних ігор та видавалися на 10 років. Дозвіл на експлуатацію видавали на 5 років, він передбачав дозвіл на розташування ігрового місця. Ті заявники, чиї заявки на отримання ліцензії були відхилені, могли звернутися до адміністративного суду зі скаргою.
Новий закон про азартні ігри скасував два попередні акти, проте більшість основних частин залишилися незмінними. Зокрема, чотири типи азартних ігор, названі в Законі про азартні ігри 1995 року, в новому Законі також описані як основні категорії азартних ігор. Вимога щодо отримання ліцензії на діяльність та дозволу на експлуатацію на законних пропозиціях азартних ігор також залишилася незмінною.
Питання видачі ліцензій та дозволів на експлуатацію азартних ігор та лотерей є обов'язком Естонської податкової та митної комісії.
Оскільки Естонія є членом Європейського Союзу, закон про азартні ігри країни повинен відповідати законодавству ЄС. Тим не менше, навіть ті оператори, які мають ліцензію в інших країнах-членах ЄС, повинні виконувати ті самі вимоги, що і неліцензовані, тобто подавати заявки на отримання ліцензій на діяльність та експлуатацію та надавати Естонській податковій та митній комісії докази того, що вони здатні підтримувати бізнес в рамках законів. Ці суворі правила суперечать принципам вільної конкуренції, які пропагує Європейська Комісія, але естонські органи заявляють, що це лише частина їх поетапного підходу до того, щоб грамотна галузь була належним чином регульована і не завдала шкоди суспільство.
У вересні 2020 року Міністерство соціальних справ Естонії зупинило фінансування проектів, що отримували дотації за рахунок податків з грального бізнесу, щонайменше до кінця року. Через це десятки проектів, порв'язаних з соціальним захистом і здоров'ям лишилися без підтримки держави. Раунди фінансування малих соціальних проектів проводяться в Естонії кожен квартал, на один раунд виділяється ~100 тис. євро (0,4 млн євро щороку). При цьому, від наслідків карантину, бюджет країни недоотримав до 1 млн євро.

## Інтернет-казино
Естонія почала застосовувати правила онлайн-ігор 2010 року. Два основних закони, які контролюють онлайн-ігри в країні, — Закон про азартні ігри та Закон про податок на азартні ігри. 2010 року азартні ігри в інтернеті стали законними в Естонії.
Основними причинами цього були наслідки світової кризи 2008—2009 років. Економіка країни знижувалася, тому онлайн-казино повинні були стати новим джерелом доходу. З січня 2010 року лише місцеві сайти могли пропонувати азартні ігри в інтернеті.
У січні 2011 року Естонія відкрила свій азартний ринок для офшорних операторів, але за умови, що вони отримають ліцензії від естонської влади. Поряд з легалізацією ринку, Естонія почала блокувати неліцензійні гральні сайти, які намагалися запропонувати свої послуги громадянам Естонії.

## Лотереї
Лотереї в Естонії можна організовувати лише з метою благодійності. Лото, кено, бінго і скретч-картки в Естонії, в основному у власності державної компанії Eesti Loto. Компанію створено 1991 року і з того часу вона є головним оператором лотерей в країні. До 2010 року Eesti Loto контролювала 90 % ринку. 2010 року термін дії більшості ліцензій інших операторів лотерей закінчився, і оскільки новий Закон про азартні ігри запропонував досить жорсткі правила отримання нової ліцензії, компанія лишалась монополістом. 2009 року прем'єр-міністр Естонії Андрус Ансіп запропонував приватизувати компанію для допомоги бюджету Естонії, але вона залишалася у власності держави.
Оборот Eesti Loto 2009 року склав 33 млн євро, з яких 47 % було виплачено як виграші. Прибуток розподілявся таким чином: 32 % для науки та освіти, 22 % до олімпійського комітету, 10 % на інші спортивні проєкти, 32 % — на соціальні проєкти й 4 % — на культурні.
Влітку 2011 року Естонська рада захисту клієнтів розпочала суперечки з Eesti Loto. Причиною цього стало те, що Eesti Loto щотижня публікувала оцінки щодо джекпоту для двох найпопулярніших лотерей. Рада захисту клієнтів стверджувала, що це може розглядатися як реклама азартних ігор, що заборонено Законом про рекламу 2008 року. Після того, як справа була передана до суду, Eesti Loto отримав право продовжувати публікувати суми очікуваних джекпотів
Законний вік для гри в лотереї в Естонії становить 16 років.

## Соціальна відповідальність
В грудні 2020 року Міністр з соціальних питань Естонії Танел Киік підписав розпорядження щодо виділення 200 тис. євро неурядовій організації MTÜ Gambling Addication Counseling Centre для відстеження проблем з азартними іграми та створення центру для залежних гравців та їхніх родичів.

## Податки
Оподаткування гральної діяльності регулюється Законом про податок на азартні ігри, прийнятим 22 квітня 2009 року. Новий Закон про оподаткування вніс деякі зміни в індустрію грального бізнесу. Перш за все, він забезпечив правову базу для оподаткування онлайнових азартних ігор, які не згадувались у попередній редакції закону.
Букмекери та оператори онлайн-казино повинні сплачувати 5 % податку на чистий прибуток. Ставки податку для гральних автоматів та гральних столів залишилися незмінними. Податок на підставі обороту для ігрових автоматів-розваг був замінений на щомісячну фіксовану плату за автомат. Податок на лотерею (чисельну лотерею) склав 18 % (відраховується від суми, отриманої від продажу квитків). Раніше ставка податку становила 10 %.